# Barville-en-Gâtinais
Barville-en-Gâtinais település Franciaországban, Loiret megyében. Lakosainak száma 299 fő (2022. január 1.). Barville-en-Gâtinais Gaubertin, Batilly-en-Gâtinais, Beaune-la-Rolande, Boynes, Égry és Givraines községekkel határos.

## Népesség
A település népességének változása:
| Lakosok száma | 217  | 175  | 199  | 255  | 325  | 328  | 324  | 313  | 309  | 299  |
|               | 1968 | 1982 | 1990 | 2006 | 2013 | 2015 | 2017 | 2019 | 2020 | 2022 |